# Pavilion (Colombie-Britannique)
Pavilion est une communauté située dans la province de la Colombie-Britannique, dans le centre-sud.